# リトアニア・ポーランド人選挙活動＝キリスト教家族連合
リトアニア・ポーランド人選挙活動＝キリスト教家族連合（リトアニア語: Lietuvos lenkų rinkimų akcija – Krikščioniškų šeimų sąjunga、リトアニア語略称: LLRA-KŠS、ポーランド語: Akcja Wyborcza Polaków na Litwie – Związek Chrześcijańskich Rodzin、ポーランド語略称: AWPL-ZChR）は、リトアニアに住むポーランド人のための中道右派保守政党である。党の本部はヴィリニュスにある。

## 党の歴史
1988年に結成されたリトアニア・ポーランド人連合（リトアニア語: Lietuvos lenkų sąjunga、略称: LLS または LLenS）を前身とする。
1992年リトアニア議会選挙では政党登録をせず社会組織として選挙に臨んだ。比例代表では阻止条項を下回る2％強の得票を得るに留まったが少数民族組織に対する阻止条項免除規定により2議席を獲得、小選挙区の2議席と会わせて4議席を獲得した。その後、法律の改正で社会組織の選挙出馬が不可能となったことから、1994年にヤン・センケヴィチを党首にしてリトアニア・ポーランド人選挙活動 (LLRA) を結成、政党登録を行った。
1996年の議会選挙以降は、ポーランド系住民が多いリトアニア南東部の小選挙区でコンスタントに数議席を獲得し続けており、2008年の議会選挙では、4.8%の得票率で議会全141議席中3議席を獲得した。また2009年欧州議会選挙でも1議席を獲得している。
1997年から1999年、ヴィリニュス市政における連立政権の一員となる。このときはヴィリニュス市の中でも特にポーランド人が多く占める地域からの影響があった。2001年に発足したアルギルダス・ブラザウスカス内閣では与党の一員として活動した。
2016年5月、党名をリトアニア・ポーランド人選挙活動＝キリスト教家族連合 (LLRA-KŠS) に改称した。
2019年、LLRA-KŠSは、リトアニア農民・緑の連合、リトアニア社会民主労働党および秩序と正義による連立政権に加わることで合意した。
2020年リトアニア議会選挙では、比例代表での得票率が阻止条項の5%を下回り、比例で議席を獲得することができなかった。

## 党首
- 初代：Jan Sienkiewicz（ヤン・シェンキェヴィチ）
- 第2代：Waldemar Tomaszewski（ヴァルデマル・トマシェフスキ）

## 選挙における党勢推移
| 年月日                           | 政党名   | 議席数    | 議席数    | 議席数 | 比例代表 における 得票数 | 比例代表 における 得票率 | 出典   |
| 年月日                           | 政党名   | 比例 代表 | 小選 挙区 | 合計   | 比例代表 における 得票数 | 比例代表 における 得票率 | 出典   |
| -------------------------------- | -------- | --------- | --------- | ------ | ------------------------ | ------------------------ | ------ |
| 1992年10月25日・11月15日（詳細） | LLenS    | 2         | 2         | 4      | 39,773                   | 2.14%                    | [ 5 ]  |
| 1996年10月20日・11月10日（詳細） | LLRA     | 0         | 3         | 3      | 40,941                   | 2.98%                    | [ 6 ]  |
| 2000年10月8日（詳細）            | LLRA     | 0         | 2         | 2      | 28,641                   | 1.95%                    | [ 7 ]  |
| 2004年10月10日・10月24日（詳細） | LLRA     | 0         | 2         | 2      | 45,302                   | 3.79%                    | [ 8 ]  |
| 2008年10月12日・10月26日（詳細） | LLRA     | 0         | 3         | 3      | 59,237                   | 4.79%                    | [ 9 ]  |
| 2012年10月14日・10月28日（詳細） | LLRA     | 5         | 3         | 8      | 79,840                   | 5.83%                    | [ 10 ] |
| 2016年10月9日・10月23日（詳細）  | LLRA-KŠS | 5         | 3         | 8      | 69,810                   | 5.72%                    | [ 11 ] |

| 年月日                | 候補者                       | 得票数  | 得票率 | 当落        | 出典   |
| --------------------- | ---------------------------- | ------- | ------ | ----------- | ------ |
| 2009年5月17日（詳細） | ヴァルデマル・トマシェフスキ | 65,255  | 4.74%  | 落選（4位） | [ 12 ] |
| 2014年5月18日（詳細） | ヴァルデマル・トマシェフスキ | 109,659 | 8.22%  | 落選（5位） | [ 13 ] |

| 年月日                | 得票数 | 得票率 | 議席数 | 備考                                                | 出典   |
| --------------------- | ------ | ------ | ------ | --------------------------------------------------- | ------ |
| 2004年6月13日（詳細） | 68,937 | 5.71%  | 0      | LLRAとリトアニア・ロシア人連合 (LRS) の統一リスト。 | [ 15 ] |
| 2009年6月7日（詳細）  | 46,361 | 8.46%  | 1      | LLRA単独。                                          | [ 16 ] |
| 2014年5月25日（詳細） | 92,108 | 8.05%  | 1      | LLRAとロシア人同盟 (RA) との統一リスト。            | [ 18 ] |